# RW Cephei
RW Cephei är en ensam stjärna i den södra delen av stjärnbilden Cepheus i kanten av HII-regionen Sharpless 132 och nära den lilla öppna stjärnhopen Berkeley 94. Den har en genomsnittlig skenbar magnitud av ca 6,65 och är mycket svagt synlig för blotta ögat där ljusföroreningar ej förekommer. Baserat på parallax enligt Gaia Data Release 3 på ca 0,114 mas, beräknas den befinna sig på ett avstånd på ca 29 000 ljusår (ca 9 000 parsek) från solen. Den rör sig närmare solen med en heliocentrisk radialhastighet på ca -56 km/s. Avståndet till RW Cephei har uppskattats på grundval av dess spektroskopiska luminositet och den antas ingå i Cepheus OB1-föreningen på 3 500 parsek, då i överensstämmelse med parallaxen från Gaia Data Release 2, men inte Gaia Data Release 3-parallaxen.

## Egenskaper
RW Cephei är en röd till orange hyperjättestjärna av spektralklass K2 0-Ia, Spektraltypen har klassificerats så tidigt som G8 och så sent som M2, men det är inte klart att det har funnits en faktisk variation. I den första MK-spektralatlasen listades den som M0:Ia. Den listades senare som standardstjärna för spektraltyp G8 Ia, då som standard för K0 0-Ia. Baserat på samma spektra justerades den till standardstjärnan för typ K2 0-Ia. Molekylära band som är karakteristiska för stjärnor av M-klassen ses i infraröda spektra, men inte alltid i optiska spektra. Den allmänna katalogen över variabla stjärnor ger en period på ca 346 dygn, men andra studier tyder på olika perioder och absolut ingen stark periodicitet.

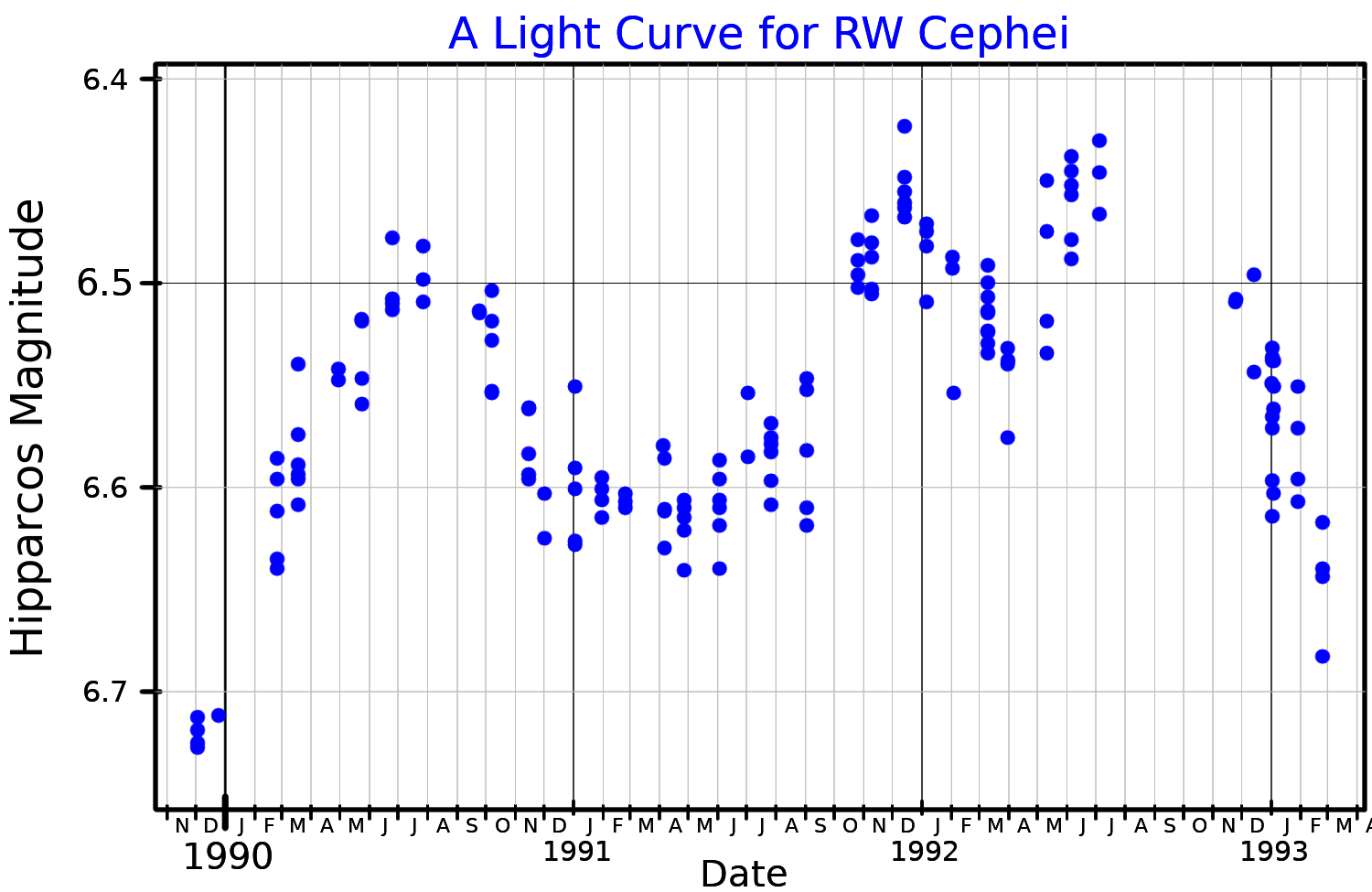
Ljuskurva för RW Cephei, plottad från Hipparcos-data

Den har en massa som är ca 14 solmassor och är en av de största stjärnorna som är kända med en radie som är mer än 1000 solradier. Temperaturen är osäker med motsägelsefulla excitationsstyrkor i spektrumet. En enkel temperaturpassning av färgkorrelationen ger temperaturer runt 3 749 K, medan en fullspektrumpassning ger en temperatur på 5 018 K. Temperaturen växlar mellan de röda superjättarna och gula hyperjättarna, och varierar i sig själv avsevärt, vilket har lett till att stjärnan på olika sätt betraktas som en röd hyperjätte eller gul hyperjätte.